# Paúl Granda
Raúl Andrés Granda López (Cuenca, 19 de septiembre de 1972) es un político ecuatoriano que ocupó la alcaldía de Cuenca entre 2009 y 2014.

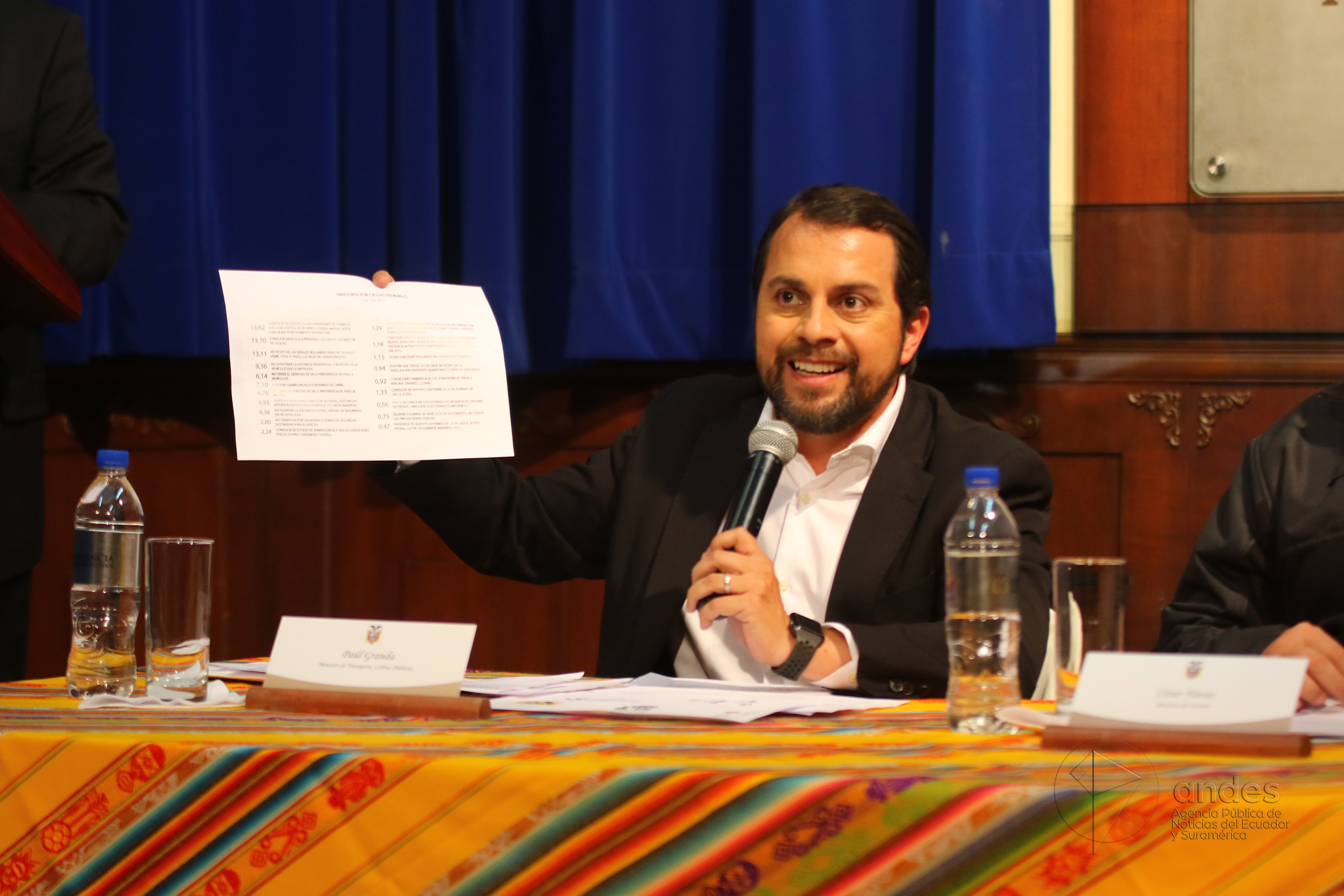
Paúl Granda ofreciendo declaraciones a la prensa.

## Biografía
En sus años de secundaria fue elegido presidente del Consejo Estudiantil del colegio Rafael Borja. Desarrolló su carrera universitaria en la Universidad del Azuay (UDA), donde obtuvo el título de doctor en Jurisprudencia y abogado. En este período se desempeñó como presidente de la Asociación Escuela de Derecho, representante de los estudiantes ante el Consejo Universitario y presidente de la Federación de Estudiantes de la Universidad del Azuay.
En 1997, fue asesor de Mario Jaramillo Paredes en el Ministerio de Educación y Cultura. Estudió en la Universidad Andina Simón Bolívar una especialización en Legislación Financiera Privada.
En 1998, viajó a España por estudios, obtuvo una Maestría en Administración y Gestión Pública en el Instituto de Administración Pública - INAP y en la Universidad de Alcalá. Además tiene una Especialización en Comunicación y Gestión Política en la Universidad Complutense de Madrid, una Maestría en Asesoría Jurídica de Empresas en la Universidad de Valencia y un Diplomado en Estudios Avanzados, previo a la obtención de un título de doctor.
En mayo de 2017 obtuvo su grado de doctor Ph.D en Gobierno y Gestión Pública por la Universidad Complutense de Madrid, Facultad de Ciencias Políticas y el Instituto Universitario Ortega y Gasset.
Fue director ejecutivo del Instituto de Régimen Seccional del Ecuador (IERSE) de la UDA y catedrático de la misma universidad, así como director de Maestrías en Asesoría Jurídica de Empresas y del Diplomado en Gerentes de Gobiernos Seccionales. 
En 2006 fue elegido concejal del cantón Cuenca con el mayor número de votos entre los candidatos. Posteriormente fue designado vicealcalde.  
En 2009 fue elegido alcalde de la ciudad, cargo que lo ejerció hasta mayo de 2014. En su administración fue contratada la obra del Tranvía de Cuenca e inició su construcción.
Entre 2014 y 2016 se desempeñó como consejero de la Embajada del Ecuador en España. En mayo de 2017 fue nombrado ministro de Transporte y Obras Públicas por el presidente Lenín Moreno y en mayo de 2018 dejó ese cargo para ocupar el de secretario nacional de Gestión de la Política.